# Trotski (Robert Service)
Vous lisez un « bon article » labellisé en 2012.
Pour les articles homonymes, voir Trotski (homonymie).
Trotski (titre original Trotsky: A Biography) est une biographie de Léon Trotski écrite par l'historien britannique Robert Service, publiée en 2009 dans sa langue originale et traduite en français en 2011. Elle a également été traduite en espagnol et en allemand.
Robert Service enseigne l'histoire de la Russie à l'université d'Oxford et a déjà écrit des biographies de Staline et de Lénine. Son Trotski reçoit d'abord un accueil critique enthousiaste aussi bien de la part de la presse que de celle des historiens, qui considèrent que cet ouvrage apporte un éclairage nouveau sur le révolutionnaire russe et mettrait à bas une certaine légende dorée du personnage aussi bien pour son rôle politique que dans sa vie privée. Cette unanimité est rompue par la publication d'une recension publiée dans The American Historical Review par l'historien américain Bertrand Patenaude, qui relève de nombreuses erreurs dans le livre et accuse Robert Service de « malhonnêteté intellectuelle ».

## Contexte historiographique
Léon Trotski a fait l'objet d'intenses recherches historiques et de nombreuses biographies. Il a lui-même écrit durant son exil une autobiographie, Ma vie, d'abord parue en langue allemande chez S. Fischer Verlag en 1929 puis traduite dès l'année suivante en anglais et en français. La première biographie est celle de l'historien polonais et militant communiste anti-stalinien Isaac Deutscher. Cette œuvre de trois volumes, publiée en 1954, s'appuie sur des archives personnelles conservées à l'université Harvard. Plusieurs compagnons de route de Trotski ont publié des essais ou des mémoires comme Vie et mort de Trotski de Victor Serge (1951). Pierre Broué, historien français et membre de l'Organisation communiste internationaliste, parti d'obédience trotskiste, publie en 1988 une biographie considérée à sa sortie comme une nouvelle référence.
Si Robert Service salue leur travail et loue le « style plein de panache » de Deutscher, il les considère plus comme des hagiographes que comme des historiens. Il déclare avoir utilisé les deux biographies écrites après la dislocation de l'URSS en 1991 par des chercheurs russes : celle de Nicolaï Vasetskii (Троцкий: Опыт политической биографии), non traduite, et celle de Dimitri Volkogonov (Trotsky: The Eternal Revolutionary), traduite en anglais en 2007. Il affirme que, si elles ont mis au jour de nouvelles archives, elles n'ont pas apporté d'interprétations originales. Contrairement à Deutscher et Broué, Volkogonov est très hostile à la figure historique de Trotski.
Ian Thatcher, enseignant à l’université de Leicester, et Geoffrey Swain, professeur à l'université de Glasgow, ont tous deux publié une biographie intitulée Trotsky, respectivement en 2002 et en 2006. Peu médiatisées, elles sont considérées comme plus neutres et académiques.
La biographie de Robert Service est publiée par Macmillan Publishers au Royaume-Uni et Harvard University Press aux États-Unis en 2009, traduite en espagnol par Ediciones B en 2010, en français par Perrin en 2011 et en allemand par Suhrkamp Verlag en 2012.

## Composition de la biographie

### Plan et structure

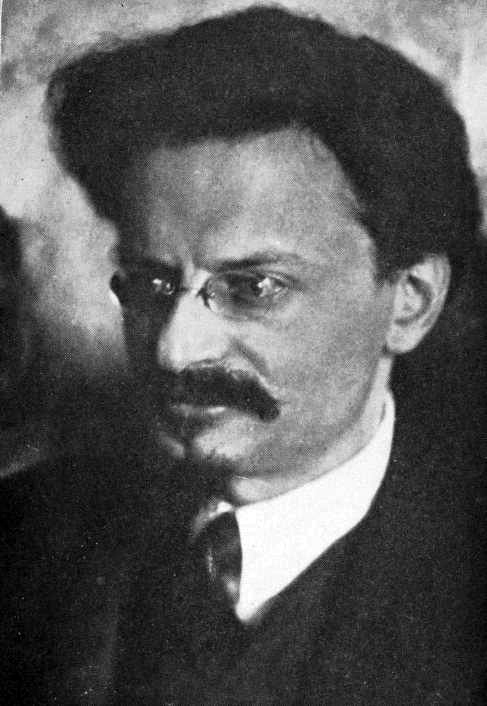
Léon Trotski en 1920.

Le livre se compose de 52 chapitres regroupés en quatre parties. Celles-ci suivent un plan chronologique assez classique : de 1879 à 1913, Service étudie la jeunesse de Trotski, sa politisation et son emprisonnement au goulag tsariste ; de 1914 à 1919, son rôle dans la fin du régime tsariste en Russie ; de 1920 à 1928, sa participation à la guerre civile russe et au pouvoir soviétique ; et enfin, de 1929 à 1940, son exil, la création de la Quatrième Internationale, son assassinat et la naissance des trotskistes et du trotskisme qu'il surnomme dans le dernier chapitre les « gardiens et la flamme ».
Au cours de cet exposé chronologique, Robert Service entrecoupe son récit événementiel d'analyses plus détaillées de tel ou tel aspect de son objet d'étude. Deux chapitres sont entièrement consacrés à la vie privée de Trotski : le 36e, intitulé « La vie avec Trotski », et le 47e, « Trotski et ses femmes ». Le 21e s'interroge sur son rapport à la religion (Léon Trotski est né juif et sa première union fut célébrée par un rabbin) et aux Juifs, aussi bien en Russie que dans le monde. Plusieurs chapitres développent l'analyse de sa pensée politique (15e, 37e, 49e) et de son œuvre d'écrivain (42e).
En fin d'ouvrage, en sus des traditionnelles références, d'un index et d'une bibliographie sélective, on trouve des cartes de son exil sibérien, de son évasion du goulag et de la villa où il fut assassiné. Un cahier central présente 30 photographies.

### Objectif
Dans sa préface, Robert Service revendique avoir écrit la « première biographie complète de Trotski par un auteur extérieur à la Russie et non trotskiste ». Il souligne que Trotski a construit avec soin son personnage, écrivant une autobiographie habile lui donnant le beau rôle et qu'il a su filtrer les informations sur sa vie, créant une légende positive qui grandit au fur et à mesure que la réputation de son grand ennemi, Staline, s'assombrissait ; Service indique clairement que « le but de cet ouvrage est d'exhumer ce que Trotski a voulu enfouir ». L'historien a eu accès à des archives russes inexploitées,. Grâce à cette objectivité inédite et ces documents nouveaux, il souhaite apporter un « nouvel examen aux idées et activités de Trotski car elles pèsent lourd dans notre compréhension des cent dernières années de notre histoire ».
En opposition avec une opinion relativement répandue qui voit en Trotski une alternative possible à la terreur stalinienne, il avance que « Staline, Trotski et Lénine avaient bien plus de points communs que de différences », précisant que, au cas où Trotski l'aurait emporté, « le risque de voir l'Europe plongée dans un bain de sang aurait été bien plus grand ». Dans sa présentation de Trotski, Service explique ses échecs successifs face à Staline par sa personnalité narcissique, qui préfère la ferveur des discours à l'exercice du pouvoir.

## Réception critique et universitaire

### Un accueil critique enthousiaste

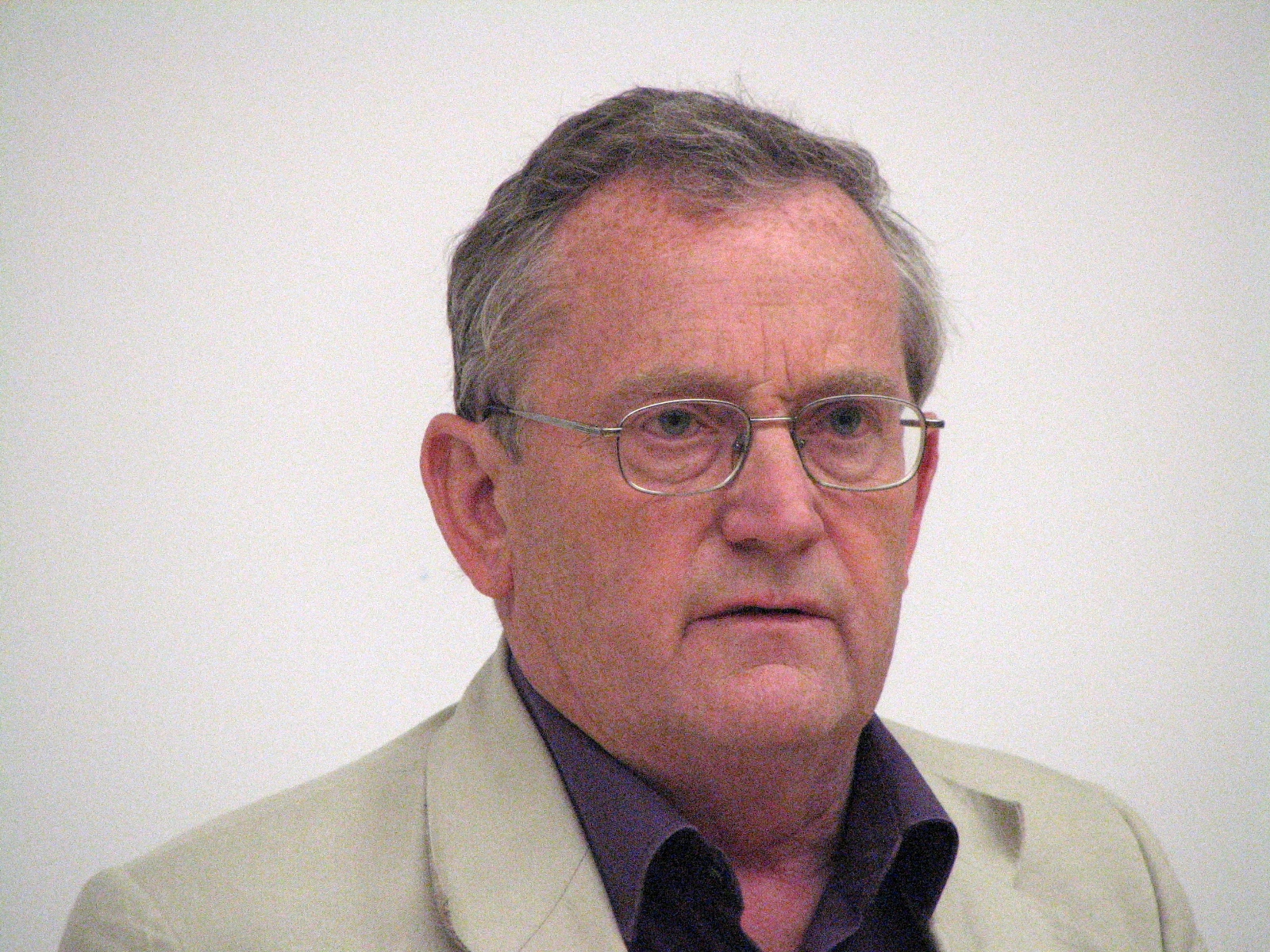
Robert Service en 2011.

L'accueil critique de la biographie est dans un premier temps exceptionnellement bon. Le journal britannique The Guardian vante sa vision critique et sans concession qui ne tombe pas pour autant dans le « jugement moral ». Pour le journal américain The Wall Street Journal, l'approche de Service est « sans émotion ni idéologie » et son livre est sans conteste la meilleure biographie du révolutionnaire russe. Pour l'historien Simon Sebag Montefiore dans The Daily Telegraph, elle est même « exceptionnelle et passionnante ». The New Yorker se félicite que, contrairement aux biographies précédentes sur Trotski, celle-ci soit écrite par un historien et pas par un idéologue. Le quotidien espagnol El Mundo juge quant à lui que Service allie une prose de qualité et une grande rigueur historique. L’œuvre est jugée magistrale par La Libre Belgique et la revue Lire l'élit « meilleur livre d'histoire 2011 ». Au Royaume-Uni, il reçoit le Duff Cooper Prize. Rares sont ceux qui émettent des réserves, comme le magazine français Marianne, qui loue la démarche et la problématique de Service mais regrette qu'il ne « nous instruise pas suffisamment sur ses sources ».
Pour la presse, bien que Robert Service soit objectif, la biographie est jugée sévère pour Trotski et son action politique : la revue anglaise Literary Review considère qu'elle dévoile un homme « bien différent de celui qui est célébré par les bien-pensants », alors que pour Marianne Trotski est même « déboulonné ». Pour Lire, elle a mis au jour « le misérable petit tas de secrets qui font la vérité d'un homme avec le surplomb politique qui permet de juger son action ». Robert Service démontrerait l’orgueil confinant à la mégalomanie, l'absence d'humanité et une politique totalitaire quand il fut au pouvoir qui le rendent finalement très proche de son ennemi Staline,,,, ce que résume avec humour The Guardian en écrivant que même s'il a pu être brillant sur certains plans, Trotski n'était pas un homme « très sympathique ». Cette proximité avec Staline rendrait au passage caduque toute l'histoire du trotskisme et de la Quatrième Internationale.

### Remise en cause
L'accueil des historiens, chercheurs et universitaires est lui aussi tout d'abord plutôt favorable. Ainsi, l'historien français et ancien trotskiste Benjamin Stora en recommande la lecture dans les colonnes du Monde pour l'importance de ses apports et la pertinence de son questionnement. Il relève cependant un certain nombre d'erreurs, dues selon lui aux « outrances d'analyse qui privilégient le côté spectaculaire » : Trotski n'a ainsi pas abandonné sa première épouse Alexandra Sokolovskaïa et ses deux enfants au moment de sa rencontre avec Natalia Sedova comme le prétend Robert Service. Ils sont au contraire restés proches jusqu'à ce qu'ils soient victimes de la Terreur stalinienne.
Le compte-rendu de Bertrand M. Patenaude, chercheur américain de l'université Stanford et spécialiste de l'histoire de la Russie, constitue une rupture. En juin 2011, Patenaude publie un article dans la principale revue d'histoire universitaire américaine The American Historical Review et résume ainsi la biographie : Service a voulu prouver que Trotski était égoïste, égocentrique, arrogant, un tueur de masse terroriste mais aussi un mauvais fils, père, mari et camarade, un intellectuel médiocre dont le seul talent fut de réécrire son rôle dans la révolution et de duper des générations entières de lecteurs, mystification perpétuée par son hagiographe Isaac Deutscher. Le problème est que, pour ce faire, Service aurait commis « des déformations de sources si nombreuses et des erreurs factuelles si grossières que l’honnêteté intellectuelle de toute son entreprise s'en trouve remise en cause ».
Patenaude relève ainsi une cinquantaine d'erreurs : mélange des noms des fils de Trotski, erreurs dans le déroulement de l'histoire politique russe, confusion entre plusieurs personnages historiques, antidates, contresens, informations fabriquées de toutes pièces, comme la réhabilitation opérée par Mikhaïl Gorbatchev en 1988 qui n'a jamais eu lieu. Impair significatif relevé par Patenaude : contrairement à ce qu'il prétend, Service n'est absolument pas le premier biographe non russe et apolitique de Trotski puisque ses confrères Ian Thatcher en 2002 et Geoffrey Swain, en 2006, s'y sont déjà essayés. Patenaude juge que cet oubli est d'autant plus étrange que, bien que non mentionnés dans sa préface consacrée aux travaux de ses prédécesseurs, il les a inclus dans sa bibliographie. Patenaude pointe aussi les relations très chaleureuses entretenues par Trotski avec sa famille et ses amis durant toute sa vie, aux antipodes de la situation décrite par Service.
Interrogé sur cet article à charge par le journaliste Scott McLemee, Patenaude affirme qu'il a rencontré Service à la Hoover Institution et que The American Historical Review l'avait au départ chargé d'écrire une critique élogieuse, ce qu'il était tout disposé à faire mais que la lecture du livre l'avait profondément scandalisé : « Comment un livre aussi tendancieux, un travail aussi peu rigoureux, avait-il pu recevoir des critiques aussi élogieuses de la part de tant d'historiens et d'éminents critiques ? »
De son côté, Robert Service se défend de n'avoir laissé passer que quelques « petites erreurs factuelles », corrigées lors des réimpressions de l'ouvrage. Selon lui, Patenaude fait partie de ces « romantiques occidentaux qui veulent penser du bien de Trotski car il les fascine ». En 2009, Robert Service avait recensé dans The Guardian le livre de Bertrand M. Patenaude Stalin's Nemesis : The Exile and Murder of Leon Trotsky et, tout en reconnaissant les qualités de l'ouvrage, lui avait alors reproché de passer sous silence les crimes commis par Trotski. Toujours selon lui, les travaux de Patenaude sur les dernières années de Trotski au Mexique en font un « martyr plein de noblesse ». Pour Scott McLemee, les objections faites au travail de Service ne portent pas sur quelques petites erreurs mais montrent qu'il a déformé les faits et les sources : au-delà d'un certain nombre, les « erreurs factuelles ne se distinguent guère de la pure incompétence », et il serait trop facile de renvoyer dans le camp des trotskistes tous ses détracteurs.

### Le point de vue trotskiste
La biographie de Service suscite de vives critiques de la part des intellectuels trotskistes. La plus élaborée provient de David North, secrétaire national du Parti de l'égalité socialiste des États-Unis et président du comité de rédaction international du World Socialist Web Site. En 2010, il publie Défense de Léon Trotsky (In Defence of Leon Trotsky).
Dans son essai, North traite la biographie de Service de « livre vulgaire et repoussant », écrit « sans respect des normes les plus élémentaires du travail universitaire ». Pour lui, il ne fait aucun doute que Robert Service est de mauvaise foi et qu'il a sciemment entrepris un projet de « falsification », qu'il rapporte des ragots pour salir la vie personnelle du révolutionnaire, reprenant entre autres les diffamations de la propagande stalinienne sans les vérifier, et qu'il multiplie des jugements de valeur déplacés de la part d'un historien. North soutient que son reproche à Service n'est pas tant de ne pas respecter l'objet de son étude, que de n'avoir pas essayé de le comprendre, ce qui est indigne d'un biographe. Comme Patenaude, North relève de nombreuses erreurs dans la graphie des noms, les dates, les évènements et l'invention de quelques informations, comme l'assassinat de Yevno Azev en 1909 alors que ce dernier est mort d'une insuffisance rénale en 1918,. Il lui reproche aussi un déséquilibre dans le traitement du sujet : par exemple, Service ne consacre qu'une page aux procès de Moscou, mais plusieurs à la liaison de Trotski avec l'artiste mexicaine Frida Kahlo. Enfin, North critique l'utilisation des sources par Service en l'accusant, soit de contresens, soit d'utiliser des sources primaires peu fiables sans les vérifier.
À l'inverse, l'essayiste et éditeur trotskiste Philippe Pignarre se réfère brièvement à Robert Service pour valoriser le rôle de Trotski sans qui « les bolcheviques n’auraient sans doute vaincu ni en 1917 ni dans la guerre civile ».

### Les éditeurs
David North reproche à Macmillan Publishers, qui a publié le livre au Royaume-Uni, et à Harvard University Press, son éditeur américain, de ne pas avoir relevé des erreurs grossières. Bertrand Patenaude écrit que « Harvard University Press a accordé son imprimatur à un livre qui ne respecte pas les normes fondamentales de la recherche historique ». Scott McLemee s'étonne quant à lui de l'absence de réponse des éditeurs face à une critique publiée dans l'une des principales revues académiques du pays. La publication de l'ouvrage en langue allemande est accompagnée d'une polémique : un groupe de quatorze universitaires allemands, autrichiens et suisses écrivent à l'éditeur Suhrkamp Verlag pour qu'il renonce à publier le livre dont il a acheté les droits, non seulement à cause des erreurs relevées par North et Patenaude et du manque de fiabilité dans le traitement des sources, mais aussi à cause des « connotations troublantes » des passages sur la judaïté de Trotski. Suhrkamp Verlag ne cède toutefois pas et publie le livre le 2 juillet 2012.